# Nectaropetalum acuminatum
Nectaropetalum acuminatum är en tvåhjärtbladig växtart som beskrevs av B. Verdcourt. Nectaropetalum acuminatum ingår i släktet Nectaropetalum och familjen Erythroxylaceae. Inga underarter finns listade i Catalogue of Life.